# CKGN-FM
CKGN-FM est une station de radio canadienne communautaire francophone qui émet dans la ville de Kapuskasing, en Ontario sur la bande FM à la fréquence 89,7 MHz et un ré-émetteur à la fréquence 94,7 MHz à Smooth Rock Falls.

## Histoire
Des licences temporaires de faible puissance ont été attribuées en 1990 et 1992 pour des événements tenus à Kapuskasing,.
En janvier 1993, le CRTC accorde à Radio Communautaire Kapnord une licence de diffusion d'une puissance de 3 000 watts, et est inaugurée le 20 octobre 1993.
En 2000, un ré-émetteur de 250 watts à Smooth Rock Falls a été approuvé et mis en service en 2002.